# Orchestre symphonique du Minnesota

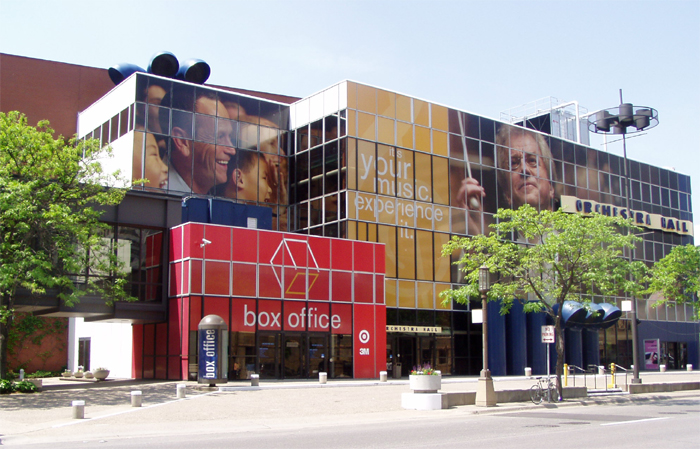
Orchestre symphonique du Minnesota

L'Orchestre symphonique du Minnesota (en anglais Minnesota Orchestra), basé à Minneapolis, est l'un des orchestres symphoniques américains parmi les plus réputés.

## Historique
L'orchestre est fondé en 1903 par Emil Oberhoffer, en tant que Minneapolis Symphony Orchestra. Le nom de l'orchestre change en 1968 et prend sa forme actuelle d'Orchestre symphonique du Minnesota.
À partir de 1974, les musiciens se produisent dans la salle de concert de l'université, en lieu et place de l'auditorium de Northrop Memorial.
Depuis sa création en 1980, le Festival d'été attire chaque année davantage de public.
L'Orchestre de chambre de Saint Paul (St. Paul Chamber Orchestra) est l'autre orchestre principal de Minneapolis.

## Directeurs musicaux
- Emil Oberhoffer (1903–1922)
- Henry Verbrugghen (1923-31)
- Eugene Ormandy (1931-36)
- Dimitri Mitropoulos (1937-49)
- Antal Doráti (1949-60)
- Stanisław Skrowaczewski (1960-79)
- Neville Marriner (1979-86)
- Edo de Waart (1986-95)
- Eiji Ōue (1995-2002)
- Osmo Vänskä (2002-2022)
- Thomas Søndergård (depuis 2023[1])

## Discographie
En 1954, l'orchestre réalise le premier enregistrement discographique des ballets de Tchaïkovski, Le Lac des cygnes, La belle au bois dormant et Casse-Noisette. Puis la même année, l'ouverture symphonique L'année 1812 est enregistrée avec de véritables coups de canon.
En tant que directeur musical de l'ensemble, Osmo Vänskä a enregistré pour le label BIS des intégrales remarquées des symphonies de Beethoven, Sibelius et Mahler.